# Dennis Vincent Durning
Dennis Vincent Durning CSSp (* 18. Mai 1923 in Germantown; † 21. Februar 2002) war Bischof von Arusha.

## Leben
Dennis Vincent Durning trat der Ordensgemeinschaft der Spiritaner bei und empfing am 3. Juni 1949 die Priesterweihe.
Papst Johannes XXIII. ernannte ihn am 1. März 1963 zum Bischof von Arusha. Die Bischofsweihe spendete ihm der Erzbischof von Philadelphia, John Joseph Krol, am 28. Mai desselben Jahres; Mitkonsekratoren waren die Weihbischöfe in Philadelphia Francis James Furey und Gerald Vincent McDevitt.
Er nahm an der zweiten bis vierten Sitzungsperiode des Zweiten Vatikanischen Konzils teil. Von seinem Amt trat er am 6. März 1989 zurück.